# Adolf Exner

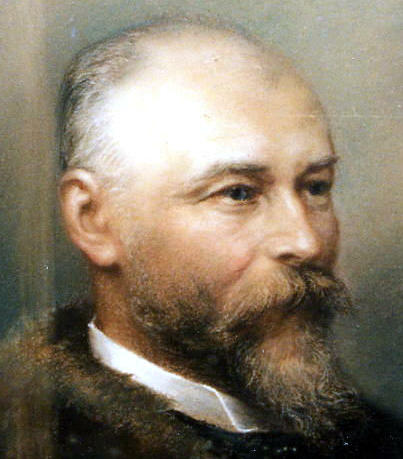
Adolf Exner

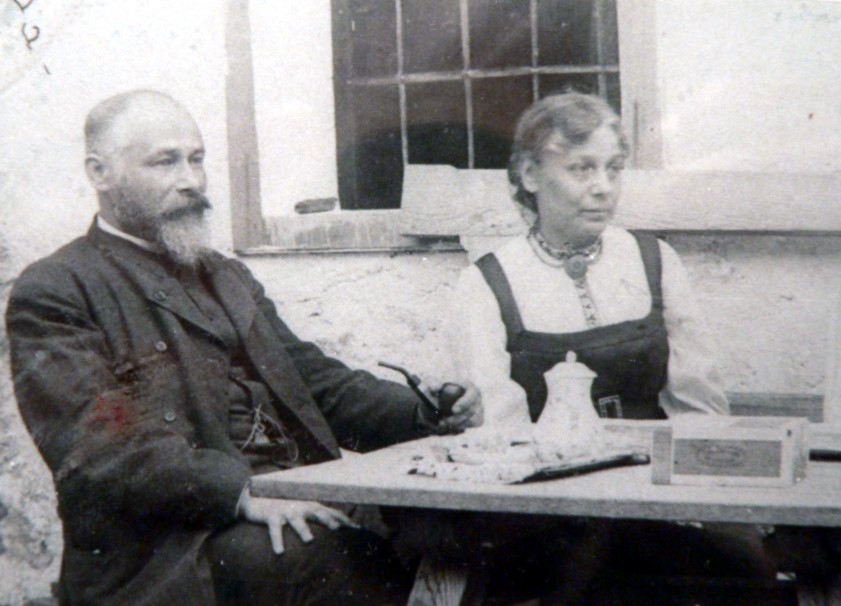
Adolf Exner und seine Schwester Marie von Frisch (geb. Exner), 1893/94?

Adolf Exner (* 5. Februar 1841 in Prag; † 10. September 1894 in Kufstein (Tirol)) war ein österreichischer Jurist und Rechtsprofessor.

## Leben
Adolf war der älteste Sohn von Franz Serafin Exner und Charlotte Dusensy. Er hatte drei Brüder namens Karl Exner, Sigmund Exner und Franz Serafin Exner und die Schwester Marie von Frisch. Nach Absolvierung des Gymnasiums am Wiener Theresianum studierte er Rechtswissenschaft in Wien und absolvierte ein Fortbildungsstipendium (1863–64) in Leipzig, Heidelberg und Berlin. Nach seiner Rückkehr nach Wien habilitierte es sich 1866 für Römisches Recht und erhielt 1868 im Alter von 27 Jahren einen Ruf als ordentlicher Professor an die Universität Zürich. In der Zürcher Zeit (1869) entstand seine Freundschaft und die seiner Schwester Marie Frisch zu dem Dichter Gottfried Keller, der ihn in Salzkammergut und in Wien besuchte, und zu dem Archäologen Otto Benndorf. 1871/72 erhielt er einen Ruf nach Innsbruck, Würzburg und Kiel, die er zugunsten des Rufes nach Wien 1872 als Nachfolger von Rudolf von Ihering ablehnte. 1878 heiratet er die Bankierstochter Constanze Grohmann (1858–1922), mit der er drei Kinder hatte: Nora, Franz Exner und Gertrud Exner. 1891/92 war er Rektor der Universität. Er war Lehrer am Hofe des Kronprinzen und lebenslang Mitglied des Herrenhauses (1892) und des Reichsgerichts (1894). Neben alljährlichen Italienaufenthalten reiste er nach England, Frankreich, Holland, Griechenland, Kleinasien und Ägypten.
Adolf Exner starb 1894 unerwartet an einem Herzschlag. In seinem Todesjahr stand seine Berufung zum Justizminister bevor. Eine Gedenktafel in Wien (Josefstädter Straße 17) erinnert daran, dass Gottfried Keller im Jahre 1874 als Gast von Adolf Exner in Wien weilte. Keller selbst bezeichnete die Zeit, die er in Wien verbrachte, als die glücklichsten Tage seines Lebens.
Sein ehrenhalber gewidmetes Grab befindet sich auf dem Dornbacher Friedhof in Wien (Gruppe 9, Nummer 32 A).

## Schriften

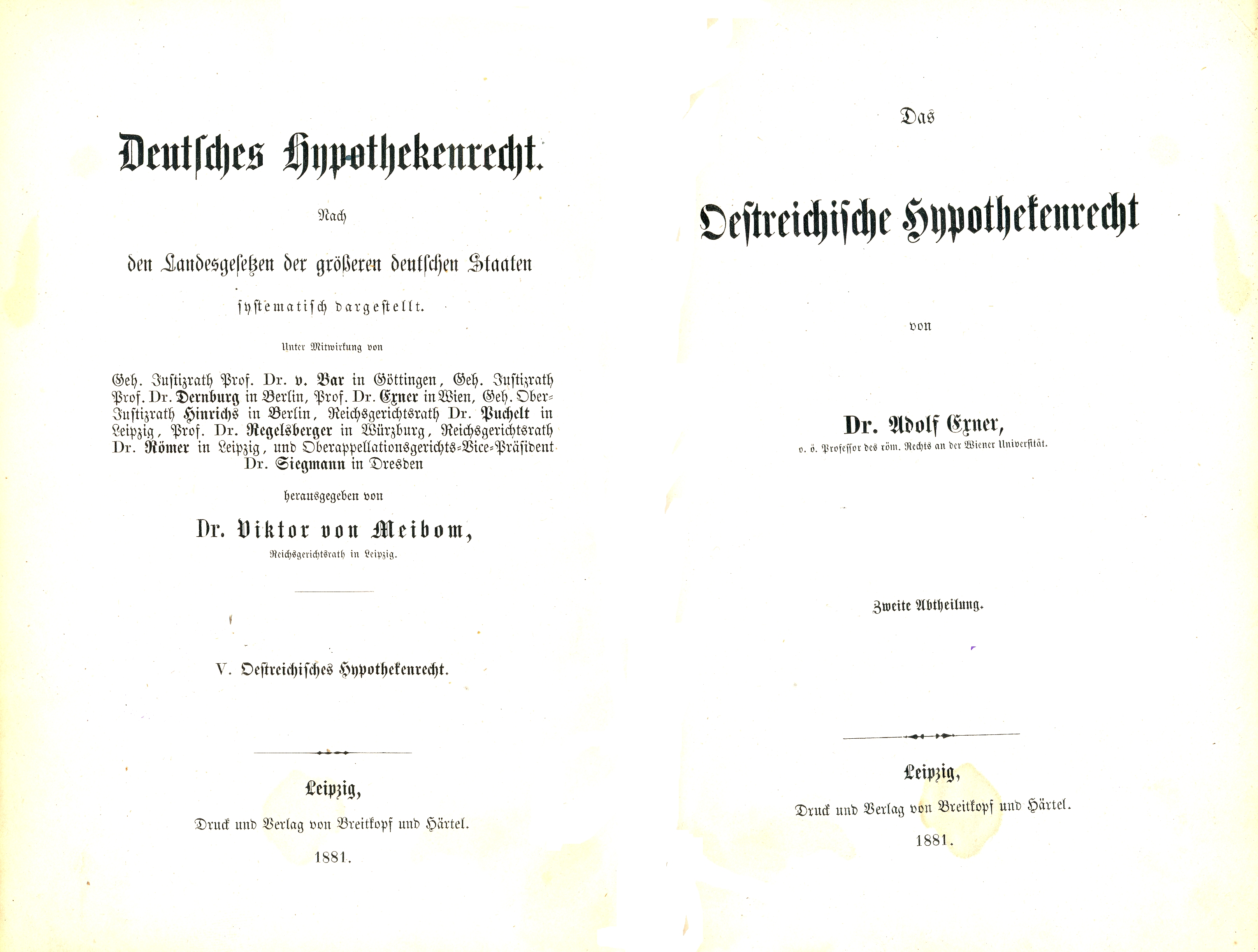
Das Österreichische Hypothekenrecht, Leipzig 1881 (Doppel-Titelseite)

- Die Lehre vom Rechtserwerb durch Tradition nach österreichischem und gemeinem Recht. Manz, Wien 1867. (Digitalisat)
- Kritik des Pfandrechtsbegriffes nach römischem Recht. Breitkopf & Härtel, Leipzig 1873. (Digitalisat)
- Das österreichische Hypothekenrecht, 2 Bände, 1876/81
- Der Begriff der Höheren Gewalt (vis major) im römischen und heutigen Verkehrsrecht, Wien: Hölder 1883
- Über politische Bildung (Rektoratsrede), 1891